# ۱۶۵۳ (میلادی)
۱۶۵۳ (میلادی) هزار و ششصد و پنجاه و سومین سال تقویم میلادی است.

## زادگان
- ۱۷ فوریه – آرکانجلو کورلی، آهنگساز ایتالیایی (د. ۱۷۱۳)
- ۲۴ مارس – ژوزف سوور، فیزیک‌دان فرانسوی (د. ۱۷۱۶)

مردگان آن سال که به رحمت خدا رفته اند و به خاک سپرده شده اند=